# Гарфийлд (окръг, Юта)
Вижте пояснителната страница за други населени места с името Гарфийлд.
Окръг Гарфийлд (на английски: Garfield County) е окръг в щата Юта, Съединени американски щати. Площта му е 13 489 km², а населението – 5172 души (2010). Административен център е град Пангуич.

## Градове
- Ескаланте